# Juan Eduardo Cirlot
Juan Eduardo Cirlot Laporta (Barcelona, 9 de abril de 1916 - 11 de maio de 1973) foi um poeta, crítico literário, de arte e de cinema, tradutor, hermeneuta, mitologista e músico catalão, considerado um dos mais importantes poetas do período pós Guerra Civil Espanhola .

## Informação biográfica
Tendo desenvolvido sólida educação musical, os estudos de Juan Eduardo Cirlot nesta área foram interrompidos pela guerra civil em território espanhol.
A partir de 1940 entrou em contato com o Surrealismo e com o Simbolismo, sobre cujas relações o teórico Cirlot debruçou-se, embora opondo-os em vários aspectos.
O Movimento Surrealista iria marcar vivamente toda a sua obra, além do Dadaísmo, tendo se tornado amigo de André Breton, que encontrou pela primeira vez em 1949 e com quem manteve intensa correspondência no que diz respeito à subjetividade. A partir de 1954, com o seu importante "Diccionario de símbolos", iria abandonar seus estudos sobre este movimento .
Ainda no final da década de 1940, em 1947, trava contato com o grupo formador da revista artística de vanguarda Dau al Set, criado pelo poeta Joan Brossa em 1948, vindo a participar do mesmo grupo.
Juan Eduardo Cirlot, já sendo autor de uma obra vastíssima, no entanto, e apesar de todo trabalho em conjunto com poetas e sobre poesia, somente veio a ter a sua atividade poética mais intensa de 1960 a 1972. No seu trabalho como crítico de arte, além de diversos livros publicados, contibuiu com artigos sobre música e cinema para a revista "La Vanguardia", e entre seus trabalhos de tradução constam poemas de surrealistas franceses e poemas em prosa de Antonin Artaud.
Foi tardiamente que sua obra tornou-se apreciada em toda a sua plenitude.

## Obra selecionada

### Poesia
- En la llama, 1945
- Cordero del abismo, 1946
- Ochenta años, 1951
- El palacio de plata, 1955
- Lilith, 1949
- 44 sonetos de amor, 1971
- Bronwyn, 1966-1971.

### Obra teórica e de pesquisa
- Diccionario de ismos, 1949
- Introducción al surrealismo, 1953
- Cubismo y figuración, 1957
- El informalismo, 1959
- Diccionario de los símbolos, 1974